# یواس‌اس گیانسار (ای‌کی-۱۱۱)
یواس‌اس گیانسار (ای‌کی-۱۱۱) (به انگلیسی: USS Giansar (AK-111)) یک کشتی بود که طول آن ۴۴۱ فوت ۶ اینچ (۱۳۴٫۵۷ متر) بود. این کشتی در سال ۱۹۴۳ ساخته شد.